# Sitre In
Sitre In là một quý tộc người Ai Cập cổ đại (còn được gọi là Sitra In hoặc Inet) đã được chôn cất trong Thung lũng của các vị Vua, ở ngôi mộ KV60. Bà đã được xác định là vú nuôi của Hatshepsut. Một bức tượng cho thấy cuộc đời của bà là nắm giữ trọng trách quản lý trong gia đình hoàng tộc. Mặc dù không phải là một thành viên của gia đình hoàng gia, bà nhận được danh dự là người của hoàng gia và được chôn cất trong khu lăng mộ hoàng gia Necropolis. Quan tài của bà có dòng chữ sdt nfrw nsw in m3‘t ḥrw, có nghĩa là Bà vú nuôi.